# Kirche Mildenitz

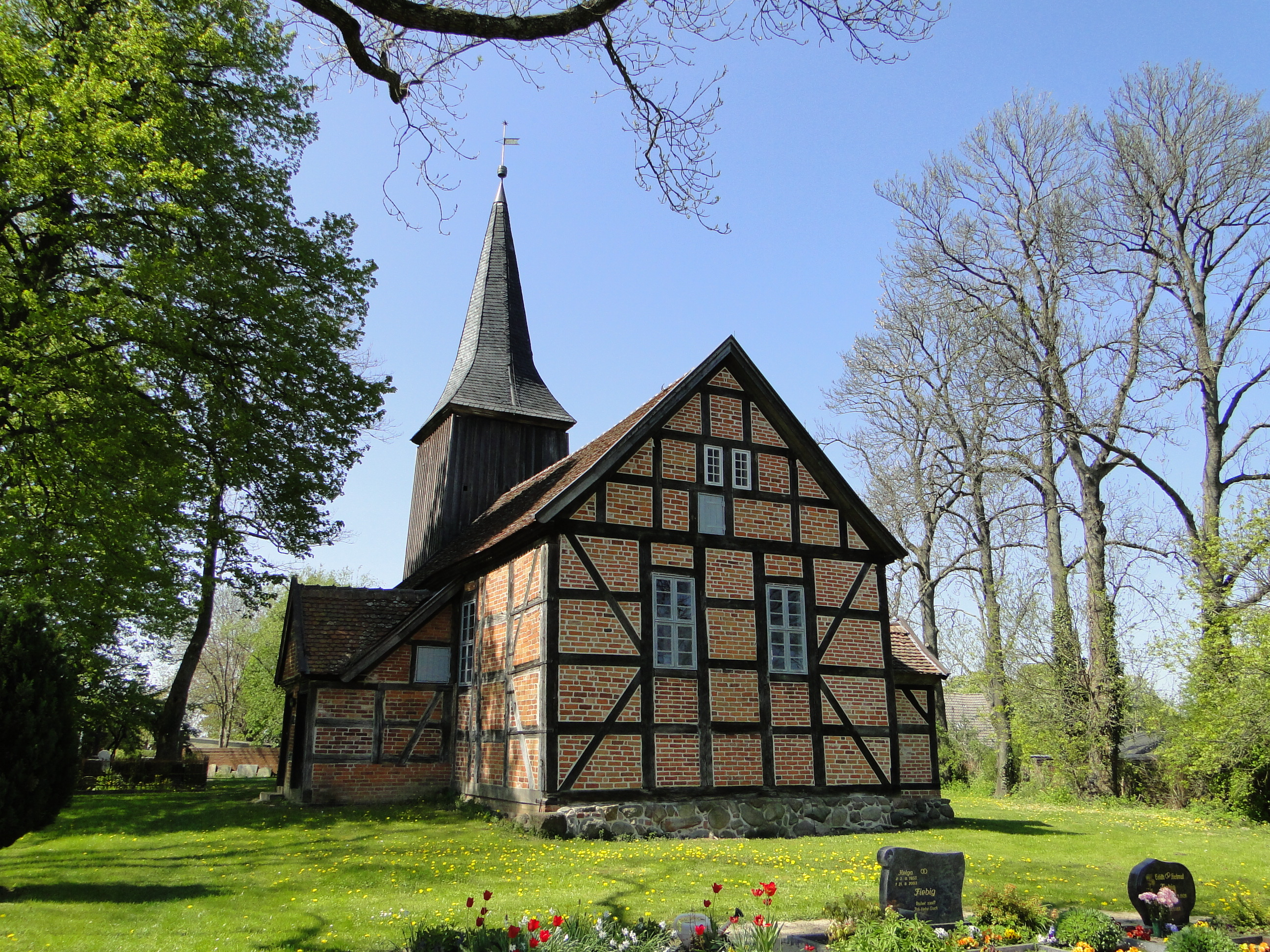
Kirche Mildenitz

Die evangelische Kirche Mildenitz ist eine Fachwerkkirche aus der Zeit um 1720/1730 in Mildenitz, einem Ortsteil der Stadt Woldegk im Landkreis Mecklenburgische Seenplatte im Land Mecklenburg-Vorpommern. Die Kirchengemeinde gehört zur Propstei Neustrelitz im Kirchenkreis Mecklenburg der Evangelisch-Lutherischen Kirche in Norddeutschland.

## Lage
Die Hauptstraße führt von Südwesten kommend in nordöstlicher Richtung durch den Ort. Im historischen Dorfzentrum zweigt die Schlossstraße nach Südosten ab und führt zum Gutshaus Mildenitz. Die Kirche steht südlich dieser Abzweigung aus einem Grundstück mit einem Kirchfriedhof, der mit einer Mauer aus rötlichen Mauersteinen eingefriedet ist.

## Geschichte
Anfang des 18. Jahrhunderts existierte im Ort bereits ein Vorgängerbau, der 1722 jedoch bis auf den Kirchturm abgerissen werden musste. Die Kirche entstand in der Zeit um 1720/1730. Die Ausmalung fand vermutlich im Jahr 1733 statt. 1760 erweiterten Handwerker das Bauwerk um einen neuen Kirchturm. 1999 nahm die Kirchengemeinde erste Erhaltungsarbeiten, darunter auch eine Notsicherung des Gebäudes vor. 2001 konnten das Dach sowie der Turm saniert werden; 2004 folgten Arbeiten in Innenraum. Dabei wurden hinter dem Altar eine Vorhangmalerei freigelegt sowie die Balkendecke saniert.

## Baubeschreibung

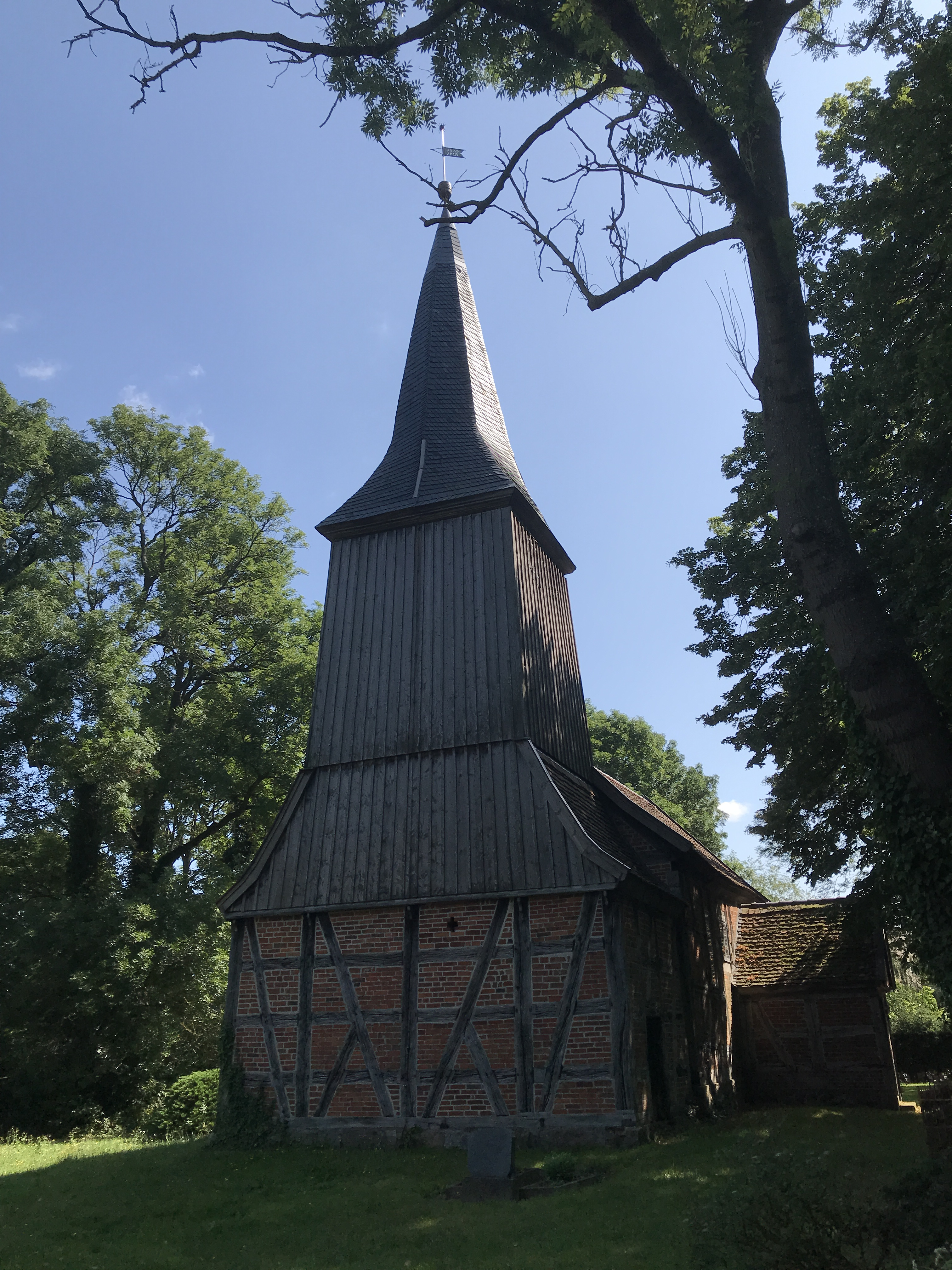
Ansicht von Westen

Das Bauwerk entstand im Wesentlichen aus einem hölzernen Fachwerk, dessen Gefach mit rötlichen Mauersteinen ausgeführt wurde. Es fußt auf einem umlaufenden Sockel aus unbehauenen und nicht lagig geschichteten Feldsteinen. Der Chor ist gerade und nicht eingezogen. An der Ostseite sind zwei schlichte, hochrechteckige Fenster, die durch zwei deutlich kleinere Fenster im Giebel ergänzt werden.
Das Kirchenschiff hat einen rechteckigen Grundriss. An seiner Nordseite ist eine kleine Sakristei angebaut, die ebenfalls einen rechteckigen Grundriss aufweist. Sie kann durch eine Tür von Westen her betreten werden und besitzt ansonsten lediglich an der Nordseite im Giebel eine kleine hölzerne Öffnung. An der weiteren Nordwand des Langhauses sind zwei hochrechteckige Fenster, die durch ein schmales Fenster im westlichen Bereich ergänzt werden. Die Südseite ist weitgehend identisch aufgebaut. Im östlichen Bereich ist eine kleine Vorhalle, die von Süden her durch zwei Pforten betreten werden kann. Schiff, Sakristei und Vorhalle tragen ein schlichtes Satteldach.
Nach Westen schließt sich der Kirchturm an. Er ist gegenüber dem Schiff nur leicht eingezogen und besitzt lediglich an der Südseite eine Pforte. Das untere Geschoss besteht ebenfalls aus Fachwerk, der darüber befindliche Bereich ist verbrettert. Er geht in den geknickten Turmhelm über, der mit Turmkugel, Wetterfahne und Stern abschließt.

## Ausstattung
Der barocke Kanzelaltar wird im Dehio-Handbuch als „schlicht“ beschrieben. Er stammt, wie auch das weiß-blau gestrichene Gestühl aus der Bauzeit der Kirche. Zur weiteren Kirchenausstattung gehört eine Sakristeitür, die ausweislich einer Inschrift 1733 entstand.
Auf der westlichen Empore steht eine Orgel, die Ernst Sauer im Jahr 1853 errichtete. Im Turm hängt eine Glocke aus dem 14. Jahrhundert. Sie ist mit Binnenzeichnungen und Zierlinien geschmückt und hat den Schlagton g1-6. Weiterhin ist zu lesen: „AVE MARIA GRACIA PL(E)NA DOMINO“.